# 묘수 (바둑)
묘수(明手), 또는 묘착은 바둑이나 장기에서 예상치 못한 좋은 착수를 말한다.